# Aline Bonjour
Aline Bonjour (Losanna, 5 gennaio 1985) è un'ex sciatrice alpina svizzera specialista delle prove tecniche.

## Biografia
Nata a Losanna e originaria di Chailly-sur-Montreux, la Bonjour iniziò a prendere parte a gare FIS nel dicembre del 2000; esordì in Coppa Europa il 15 marzo 2003, quando disputò lo slalom speciale di Adelboden, e in Coppa del Mondo l'8 gennaio 2006 nello slalom speciale di Maribor, in entrambi i casi senza concludere le prove.
Nel 2007 conquistò in slalom speciale tutti i suoi tre podi in Coppa Europa, il 5 gennaio a Melchsee-Frutt (3ª) e il 22 e 23 febbraio a Pal  (2ª e 3ª). Poco dopo, il 25 febbraio, sulle nevi della Sierra Nevada ottenne i suoi primi punti in Coppa del Mondo, piazzandosi 7ª in slalom speciale; quel risultato sarebbe rimasto il migliore della sua carriera nel massimo circuito internazionale.
Nella sua unica presenza iridata, Val-d'Isère 2009, si classificò 10ª nello slalom speciale e non completò lo slalom gigante; si congedò dalle competizioni due anni dopo e la sua ultima gara in carriera fu lo slalom speciale di Coppa del Mondo disputato ad Arber/Zwiesel il 4 febbraio 2011, nel quale uscì durante la prima manche.

## Palmarès

### Coppa del Mondo
- Miglior piazzamento in classifica generale: 50ª nel 2009

### Coppa Europa
- Miglior piazzamento in classifica generale: 17ª nel 2007
- 3 podi:
  - 1 secondo posto
  - 2 terzi posti

### Campionati svizzeri
- 4 medaglie[1]:
  - 1 oro (slalom speciale nel 2007)
  - 2 argenti (combinata[senza fonte] nel 2005; slalom gigante nel 2007)
  - 1 bronzo (discesa libera nel 2005)